# Таубе, Максим Максимович
Барон Максим Максимович Таубе (нем. Magnus Frh. von Taube; 1782—1849) — русский генерал, участник войн против Наполеона.

## Биография
Родился 30 марта (10 апреля) 1782 года в семье Магнуса фон Таубе (1753—1797). После него родился брат Антон (1787—1848).
Образование получил в 2-м кадетском корпусе, курс которого окончил в 1798 году и поступил на службу в чине подпоручика в 5-й артиллерийский батальон.
Значительная часть служебной деятельности Таубе прошла в походах и боях. Он принимал участие в Турецкой войне 1807 и 1811 гг., находясь при взятии Бухареста, в сражениях под Журжею, при взятии Силистрии, при блокаде Шумлы и штурме Рущука, причём за дело при Силистрии награждён был золотой шпагой с надписью «За храбрость».
В 1812 году за участие в Отечественной войне Таубе получил чин подполковника. В Заграничных походах против французов 1813—1814 г. он сражался под Лейпцигом и 7 октября 1813 года получил орден Св. Георгия 4-й степени
За отличие в сражении с французами при Лейпциге
Затем участвовал в занятии Гамбурга, в сражениях при Краоне и Лаоне, за которые был пожалован алмазными знаками ордена Св. Анны 2-й степени, а также при взятии Парижа. В эту же кампанию Таубе за отличие был произведён в полковники.
По окончании военных действий до 2 мая 1816 года командовал 7-й артиллерийской бригадой, входившей в состав 7-йя пехотной дивизии.
В 1817 году был командирован за границу в отдельный корпус графа Воронцова в качестве исправляющего должность окружного начальника по артиллерийской части в крепостях, временно занятых русскими войсками.
С 17 декабря 1819 года командовал Тамбовским пехотным полком; 17 апреля 1822 года с производством в генерал-майоры был назначен на должность начальника, сначала 1-й бригады 15-й пехотной дивизии, а затем 3-й бригады 3-й пехотной дивизии (1826—1829).
С 1825 по 1831 г. Таубе служил на Кавказе при войсках отдельного Кавказского корпуса; с 27 марта 1829 по 28 сентября 1832 года был командиром 1-й бригады 14-й пехотной дивизии. Участвовал в экспедиции, предпринятой в 1831 году в Чечню, и в подавлении восстания койсубулинцев в Дагестане. В 1830 году часть русских войск в связи с польскими событиями в срочном порядке стали перебрасывать на новый театр военных действий; 10 мая из Тифлиса в царство Польское отбыл Паскевич. Вместо себя он оставил генерала Эмануэля командовать кавказской линией и генерала Панкратьева в Закавказье. Русские войска получили приказ воздерживаться от наступательных операций. Но в этот момент глава горцев имам Гази Магомед, почувствовав слабость противника, решил перехватить инициативу; 16 мая горцы перешли на новые позиции у Алти-Буюна. Генерал Таубе 20 мая попытался было воспрепятствовать их передвижению, но безуспешно, и вынужден был отойти, полностью оголив левый фланг кавказской линии. На подмогу Таубе был направлен отряд Каханова. Русские войска пытались безуспешно поймать Гази Магомеда и навязать ему генеральное сражение, имам же от погони уходил, нанося удары в самых неожиданных местах и показывая всему Кавказу беспомощность русской армии. В 1832 году М. М. Таубе назначен председателем Кавказского областного управления, а 23 июня уволен из армии в отпуск. 
С 1835 года — Кавказский гражданский губернатор; в 1836 году был произведён в генерал-лейтенанты. С 14 апреля 1838 года получил назначение сенатором. 
Умер 25 июля (6 августа) 1849 года. Похоронен на Волковом лютеранском кладбище.
Жена — Варвара Васильевна, урождённая Медведева (1795—24.07.1854), умершая от водянки, была похоронена на Волковском православном кладбище.